# 哈納馬烏盧
哈納馬烏盧是位於美國夏威夷州可愛縣的一個人口普查指定地區。

## 地理
哈納馬烏盧的座標為21°59′51″N 159°21′26″W / 21.99750°N 159.35722°W，而該地最高點為海拔高度121米（即397英尺）。

## 人口
根據2010年美國人口普查的數據，哈納馬烏盧的面積為3.75平方千米，當中陸地面積為3.29平方千米，而水域面積為0.46平方千米。當地共有人口3,835人，而人口密度為每平方千米1,022.67人。